# 念写
念写（ねんしゃ、英: thoughtography、projected thermography）は、心の中に思い浮かべている観念を印画紙などに画像として焼き付けるという。

## 概要
1910年12月に、日本の超能力研究者の福来友吉が御船千鶴子・長尾郁子の透視の実験・研究中に発見した現象といわれている。
X線を通さない鉄の箱の中に密閉した写真用乾板を入れ、超能力者・三田光一が念写画像を焼き付ける実験を行い成功したとされるが、これらの研究内容を発表したものの当時の学者達から実験の不備を非難され認められることはなかった。
それ以降、超能力者とされる人物による念写実験は度々行われているが、手品の類とみなされている。

## エピソード

### 長尾郁子の「東京」
東京帝国大学の藤教篤による検分で、長尾郁子の念写は文字を切り抜いた紙を感光させている疑義が掛けられたため、それに対抗した長尾は、1911年に「東京」という文字を念写したが、この「東京」だけはそれまでの念写とは異なって白抜きの文字になっており、加えて白い格子が文字に重なって写っていた。福来の説明では、切り抜きでない事を示す為に敢えて格子目を念写したとされるが、正体は、切り出した「東京」という文字を格子の上に貼り付けて感光したものと疑われている。

### 三田光一による月の裏
福来の発案で、1931年6月24日に行われた実験。地球から見る事のできない「月の裏側」を三田光一が透視して念写したとされるが、当時はそれが実際の月と一致しているか確認する術が無かった。岐阜新聞社の主催で行われた1933年11月12日の実験でも同じ画像が写されている。
その後、宇宙開発の発展によって探査機などから月の裏側が撮影され、三田の念写とは大きく異なる事が判明するが、1983年に電子工学者の後藤以紀は、NASAが公開した月の地形が、向きを変えた三田の念写とほぼ合致していると主張し（NASAの画像を引用しての説明は行っていない）、飛騨福来心理学研究所（岐阜）では、これを以って念写の正しさが証明されたとしている。一方で福来心理学研究所（宮城）では、三田の念写を裏返した状態であれば、画像の濃淡の8割が一致したとして、やはり三田の透視は正確であるとしているが、この状態を正しい月の念写とした場合、後藤らは全く見当違いの画像を元に一致を主張していた事になる。
心霊研究家の近藤千雄は1994年の著書で、三田が念写した月の上にNASA発表のクレーターの位置を記したとされる画像を「NASAが撮影したもの」であるとして三田の念写と並べ、主要な地理が完全に一致していると紹介した。1992年に日本テレビで放送された『ワンダーゾーン』でも、三田の念写を基に作られた画像を「最近の宇宙探査によって作られた月球儀」と偽って三田の念写と比較しており、三田が念写した月とNASAが公開した月の画像がそっくりだったという誤解が発生している。

### 清田益章のポラロイド実験
清田益章は、未開封のインスタントカメラ（ポラロイド）用のフィルムパックを使い実験を行った。
念写した後に開封し、インスタントフィルムの束の間に挟まれた特定の一枚にのみ東京タワーの画像を念写した事がある。
しかし、1984年2月3日のフジテレビ『金曜ファミリーワイド』で、ポラロイドフィルムは事前にトイレで感光させておいて、フィルムをすり替えるという手口のトリックを使っていたことが放映されている。1991年の雑誌『デジャ=ヴュ』第6号の記事では、清田が密かにすり替えられていたポラロイドフィルムのみ念写に成功していたことが発覚している。
なおポラロイドのフィルムパックを封を切る前に感光させるトリックとしては事前に電子レンジにかけておくのが一般的だが、この場合は当然意味のある画像は得られない。

### テッド・シリアス
1960年代のアメリカ、シカゴでベルボーイをしていたテッド・シリアスという男性が念写の超能力を持つとして有名になった。精神科医の分析によって能力は本物であるとされたが、プロの写真家や懐疑主義者らによって彼はただ単にマジシャンであり、奇術を用いて人を欺いていたとされた。彼の存在はドラマX-ファイルでも言及されている。